# Тромборн
Тромбо́рн (фр. Tromborn) — коммуна во французском департаменте Мозель региона Лотарингия. Относится к кантону Бузонвиль.

## Географическое положение

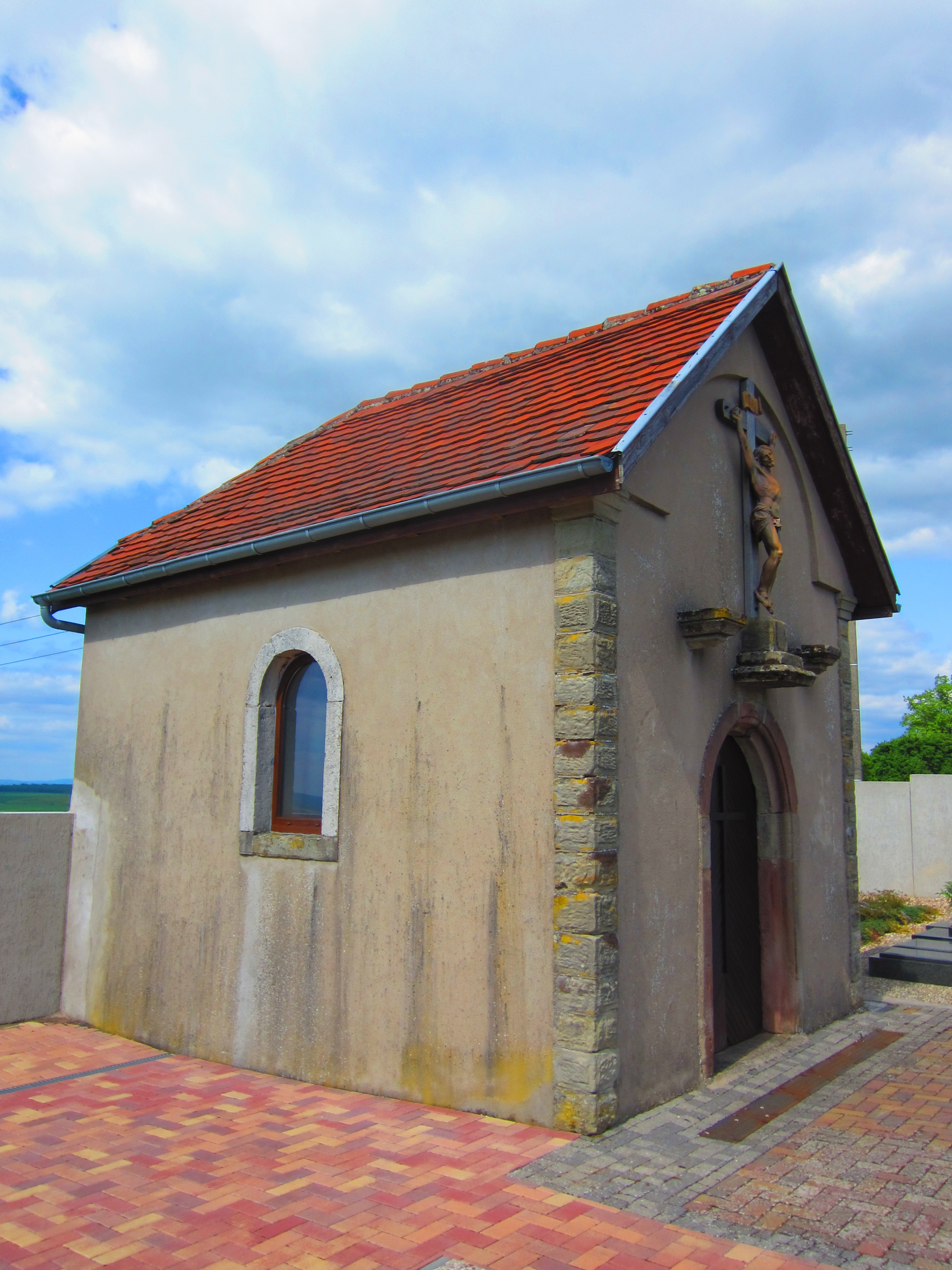
Тромборн. Часовня при кладбище.

Тромборн расположен в 34 км к северо-востоку от Меца. Соседние коммуны: Шато-Руж и Обердорф на севере, Ремерен на востоке, Далан на юго-востоке, Тетершан и Вельвен на юго-западе, Бреттнаш на западе, Альзен и Бузонвиль на северо-западе.

## Демография
По переписи 2008 года в коммуне проживало 334 человека.

## Достопримечательности
- Церковь Сен-Мартен в стиле авангард, 1955 года.